# Гаспар-Гюстав Кориолис
Гаспар-Гюстав дьо Кориолис (на френски: Gaspard-Gustave de Coriolis; 21 май 1792 – 19 септември 1843) е френски математик, механик и инженер. Той е най-известен с работата си по изучаване на силата на Кориолис. Известен е също с това, че доказва, че уравненията за движение са в сила при въртяща се отправна система. Извежда теорема за ускоренията при абсолютно и относително движение, наречена теорема на Кориолис (Кориолисова сила).

## Биография
Бащата на Гаспар е професионален войник във френската армия от 1773, бие се в американската кампания през 1780 и се завръща във Франция, след като е повишен в капитан през 1784. Става кралски офицер през 1790, но с развитието на Френската революция положението му губи престижа си. Гаспар е роден през май 1792, а на 21 септември монархията е отменена и е провъзгласена Първа френска република. Бащата бяга в Нанси, където става индустриалец. Гаспар израства в Нанси и посещава там училище. Завършва Екол политекник (Политехническото училище) през 1808 г., където прави експерименти по хидравлика и триене. След това завършва и Училището по мостове и пътища (École des Ponts and Chaussées). Работи известно време с инженерния корпус на строителни обекти.
След смъртта на баща му се налага той да издържа семейството и затова приема преподавателски пост в Политехническото училище през 1816 г., за който е препоръчан от Коши. Скоро става професор, а след това и директор по учебната част. През 1829 г. Гаспар-Гюстав Кориолис става професор по механика в Училището по изкуства (École Centrale des Artes et Manufactures). През 1832 г. преминава в École des Ponts and Chaussées, където заедно с Анри Навие преподава приложна механика. На 28 януари 1836 г. е избран за член на Френската академия на науките.
От ранна детска възраст Кориолис е с влошено здраве и както пише неговият биограф, „всяка сутрин възниква проблемът как да оживее до вечерта“. Гаспар-Гюстав Кориолис умира на петдесет и една години през 1843 г. Погребан е в гробището Монпарнас в Париж.

## Научна дейност
Научните интереси на Кориолис са свързани с решаването на технически задачи. При решаването им той не само използва строго научни методи, но и развива самата теоретична механика. През 1829 г. в статията си „Изчисляване на действието на машините“ той пише, че в съществуващите приложни трудове, посветени на действието на машините, теорията на двигателите не е развита напълно, а от друга страна, работите по теоретична механика не съдържат почти нищо по теория на машините. Кориолис вижда своята задача в запълването на тази празнина.
Кориолис е първият, който формулира понятието „механична работа“ в съвременния му смисъл. Във връзка с формулирането на новото понятие и свойствата на физичната величина, дефинирана от него, той предлага да се предефинира понятието „жива сила“, използвано по това време вместо съвременния термин „кинетична енергия“.
Понятието „жива сила“, въведено от Готфрид Лайбниц, първоначално обозначава величина, равна на произведението на масата на тялото {\displaystyle m} по квадрата на неговата скорост {\displaystyle v}, т.е. {\displaystyle mv^{2}}. Като се има предвид връзката, разкрита между механичната работа и величината {\displaystyle {\frac {1}{2}}mv^{2}}, Кориолис предлага именно тя да се нарече жива сила. Предложението е прието и терминът придобива същото съдържание, както съвременният термин „кинетична енергия“.
Кориолис също започва работа върху теоремата за събиране на ускорения за приложни цели. В началото на първата от статиите, посветени на тази теорема, той пише: „Дефинирането на движението на система от тела, прикрепени по произволен начин към точки, които сами се пренасят в пространството, е един от най-интересните въпроси в теорията на машините“.
На 6 юни 1831 г. Кориолис изнася доклад в Академията на науките, посветен на доказателството на теоремата в предварителен вариант, а през следващата 1832 г. е публикувана статията му въз основа на материалите на този доклад.
През 1835 г. Кориолис разглежда по-общ случай от разгледания през 1832 г. В нова статия той въвежда нов тип инерционни сили, които дефинира като сили, перпендикулярни както на относителната скорост, така и на оста на въртене на относителните координатни равнини. Големината на новите сили се определя като два пъти произведението на ъгловата скорост на въртене на движеща се координатна система и проекцията на относителната скорост върху равнина, перпендикулярна на оста на въртене. Виждайки известна аналогия между тези сили и центробежната сила на инерцията, Кориолис им дава името „комплексни центробежни сили“ (на френски: forces centrifuges composées). Предложението му обаче не се утвърждава и много скоро са наречени „сили на Кориолис“ (или „кориолисови сили“). Годината 1835 се счита за годината на появата на теоремата на Кориолис в общия ѝ вид.

## Трудове
- Calcul de l'effets des machines, 1829
- Théorie mathématique du jeu de billard, 1835
- Traité de mécanique des corps solides, 1844